# 三浦浩幸
三浦 浩幸（みうら ひろゆき、1973年12月31日 - ）は、北海道釧路市出身の元アイスホッケー選手である。ポジションはディフェンダー。愛称はチャラ。
兄の三浦孝之も元アイスホッケー選手であり、孝之の息子（浩幸からみて甥に当たる）三浦優希はアイスホッケー選手としてECHLのアイオワ・ハートランダーズ（ミネソタ・ワイルド傘下）でプレーしている。

## 経歴
釧路緑ヶ岡高校を卒業後、コクドに入社。
1992年のNHLドラフト全体260位でモントリオール・カナディアンズにドラフト指名された。日本人初のドラフト指名選手となった。
1998年には男子アイスホッケー日本代表として長野オリンピックに出場した。